# Arignan
L'Arignan est un cours d'eau français, qui coule dans les départements du Loir-et-Cher et du Loiret. C'est un affluent du Cosson en rive droite, donc un sous-affluent de la Loire.

## Géographie
De 14,8 kilomètres de longueur, l'Arignan prend sa source dans la commune d'Yvoy-le-Marron, à une altitude de 120 m, et se jette dans le Cosson, dans la commune de La Ferté-Saint-Cyr, à une altitude de 85 m. Orienté sud-nord sur sa partie amont, il s'écoule globalement de l’est vers l'ouest.
L'Arignan traverse 3 communes, soit d'amont vers l'aval : Yvoy-le-Marron (45), Ligny-le-Ribault (45) et La Ferté-Saint-Cyr (41)

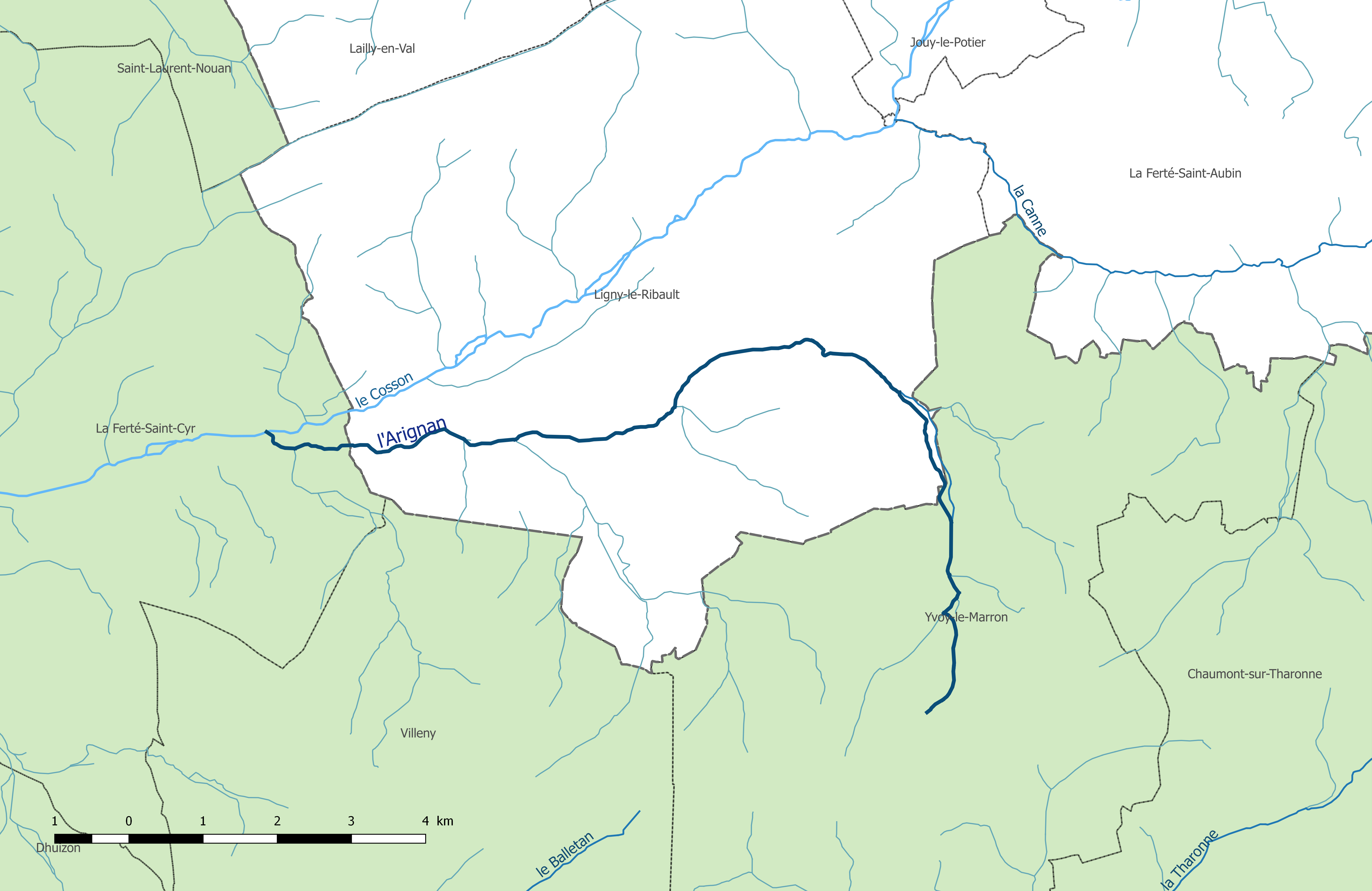
Cours d'eau l'Arignan.

Son bassin versant correspond à la zone hydrographique « le ruisseau d'Arignan et ses affluents (K477) » et s'étend sur 63 km2. Il est constitué à 17.22 % de « territoires agricoles », 81.92 % de « forêts et milieux semi-naturels » et à 0.64 % de « territoires artificialisés ».

## Pêche et peuplements piscicoles
La catégorie piscicole est un classement juridique des cours d'eau en fonction des groupes de poissons dominants. Un arrêté réglementaire préfectoral permanent reprend l’ensemble des dispositions applicables en matière de pêche dans le département du Loiret en les différenciant selon les catégories piscicoles. L'Arignan est classé en deuxième catégorie, c'est-à-dire que l'espèce biologique dominante est constituée essentiellement de poissons blancs (cyprinidés) (donc rivière cyprinicole) et de carnassiers (brochet, sandre et perche).

## Continuité écologique
Depuis plus d'un siècle, des rivières sont classées pour bénéficier de mesures de protection particulières. Les critères de classement des cours d’eau en vigueur sont adaptés aux exigences de la directive cadre sur l’eau avec la loi sur l'eau et les milieux aquatiques (LEMA) du 30 décembre 2006 et le décret no 2007-1760 du 14 décembre 2007. L'Arignan est classé au titre de l’article L.214-17 du code de l'environnement dans la liste 1 des cours d'eau situés dans le bassin Loire-Bretagne en vertu de l'arrêté de classement du 10 juillet 2012. La liste 1 définit les cours d’eau, parties de cours d’eau ou canaux sur lesquels :
- aucune autorisation ou concession ne peut être accordée pour la construction de nouveaux ouvrages s’ils constituent un obstacle à la continuité écologique ;
- le renouvellement de la concession ou de l’autorisation des ouvrages existants est subordonné à des prescriptions permettant de maintenir le très bon état écologique des eaux, de maintenir ou d’atteindre le bon état écologique des cours d’eau d’un bassin versant ou d’assurer la protection des poissons grands migrateurs[6].

Dans ce cadre de la continuité et qualité écologique, l'Arignan et ses affluents sont classés réservoir biologique au sens de l'article R214-108 du code de l'environnement. Cette notion concerne les cours d’eau qui comprennent une ou plusieurs zones de reproduction ou d’habitat des espèces de phytoplanctons, de macrophytes et de phytobenthos, de faune benthique invertébrée ou d’ichtyofaune, et permettent leur répartition dans un ou plusieurs cours d’eau du bassin versant.
| Id_resbio  | Masse d'eau | Nom                                                                              | Liste des espéces présentes | Longueur en km |
| ---------- | ----------- | -------------------------------------------------------------------------------- | --------------------------- | -------------- |
| RESBIO_471 | FRGR1075    | l'Arignan et ses affluents depuis la source jusqu'à sa confluence avec le Cosson | Chabot                      | 22,5036        |

## Gouvernance

### Échelle du bassin
En France, la gestion de l’eau, soumise à une législation nationale et à des directives européennes, se décline par bassin hydrographique, au nombre de sept en France métropolitaine, échelle cohérente écologiquement et adaptée à une gestion des ressources en eau. L'Arignan est sur le territoire du bassin Loire-Bretagne et l'organisme de gestion à l'échelle du bassin est l'agence de l'eau Loire-Bretagne.

### Échelle locale
En 2017, l'Arignan était géré au niveau local par le syndicat intercommunal du Bassin du Cosson.